# Erwin Rauch
Erwin Rauch (19 de octubre de 1889-26 de febrero de 1969) fue un general alemán en la Wehrmacht de la Alemania Nazi durante la II Guerra Mundial. Fue condecorado con la Cruz de Caballero de la Cruz de Hierro. Rauch se rindió a las tropas estadounidenses en septiembre de 1944 después de la caída de Brest.

## Condecoraciones
- Cruz de Caballero de la Cruz de Hierro el 22 de diciembre de 1941 como Generalmajor y comandante de la 123. Infanterie-Division[1]